# فتح‌الله البوعزاوی
فتح‌الله البوعزاوی (انگلیسی: Fathallah Bouazzaoui؛ زادهٔ ۱۹۴۲) بازیکن بسکتبال اهل مراکش بود. وی عضو تیم ملی بسکتبال مراکش در بازی‌های المپیک تابستانی ۱۹۶۸ بوده‌است.